# Девојка без мираза
Девојка без мираза (рус. Бесприда́нница) позоришни је комад Александра Островског и једно од најзначајнијих дела овог руског писца. Дело обилује изузетним сценама љубави, и једно је од најромантичнијих драма руског театра и књижевности.

## Главни ликови
- Лариса Дмитријевна Огудалова
- Јулиј Капитонич Карандишев
- Сергеј Сергеич Паратов
- Мокиј Парменич Кнуров
- Василиј Данилич Вожеватов
- Харита Игњатјевна Огудалова